# Temple de Janus
Ne doit pas être confondu avec le temple de Janus du Forum Holitorium de Rome ou le temple de Janus d'Autun.
Le temple de Janus (en latin, aede Iani ; en italien, Tempio di Giano) est un temple romain de l'Antiquité autrefois situé à Rome, au pied de l'Argiletum, près du Forum Romain. Il s'agit du plus ancien temple dédié au dieu Janus qui régnait selon la tradition romaine avec Saturne sur le Latium.

## Histoire et description
Le temple était composé en son centre d'une statue représentant Janus, le dieu bifrons. C'était un sanctuaire important dans la vie religieuse quotidienne à Rome : d'abord en bois, il fut remplacé sous l'empereur Auguste par du bronze. On connait également sa description telle qu'elle était émise dans l'Antiquité, notamment sa forme rectangulaire, grâce au sesterce frappé sous le règne de Néron qui le représentait sur une des faces.
Les portes du temple de Janus avaient la particularité d'être fermées en temps de paix, et ouvertes en temps de guerre, à la différence du reste des autres temples religieux. Cette procédure avait pour fonction religieuse de libérer les pouvoirs de la divinité dès le début de la guerre pour porter chance aux combattants romains, et d'abriter le dieu en temps de paix pour qu'il veille sur Rome et repousse les étrangers indésirables. Tant que Janus était hors du lieu de culte, on y organisait des sacrifices et des oracles.
Du point de vue politique, sa vocation était d'officialiser paix et guerre au sein de la cité. Les peuples ennemis s'y référaient également. Le temple fut édifié par Numa Pompilius dans le cadre de ses nombreuses réalisations dans Rome. Sa vocation initiale était plutôt politique.
Cette légende a donné naissance à l'expression « fermer les portes de Janus » qui signifie « faire la paix » : dans la Rome antique, lorsqu'on fermait les portes du temple de Janus, c'est qu'on venait de conclure la paix.
Les Romains n'étant pas particulièrement connus pour un naturel pacifique, les portes du temple de Janus n'ont par exemple été fermées que deux fois de Numa Pompilius à Auguste,  soit une fois au IVe siècle av. J.-C. et une fois en 34 av. J.-C. pour trois mois.

## Textes latins

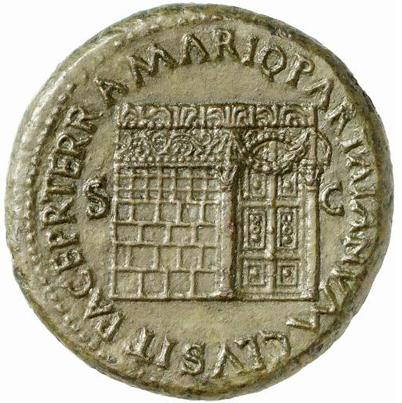
Sesterce du temps de l'empereur romain Néron, représentant le temple de Janus.

### Tite-Live
(fr) « Il [Numa Pompilius] éleva le temple de Janus. Ce temple, construit au bas de l'Argilète, devint le symbole de la paix et de la guerre. Ouvert, il était le signal qui appelait les citoyens aux armes; fermé, il annonçait que la paix régnait entre toutes les nations voisines. Deux fois il a été fermé depuis le règne de Numa, la première, sous le consulat de Titus Manlius, à la fin de la première guerre punique, la seconde, sous César Auguste, lorsque, par un effet de la bonté des dieux, nous vîmes, après la bataille d'Actium, la paix acquise au monde, et sur terre et sur mer. » — Tite-Live, Histoire Romaine

### Virgile
(la)« Sunt geminae belli portae sic nomine dicunt  religione sacrae et saeui formidine Martis;  centum aerei claudunt uectes aeternaque ferri  robora, nec custos absistit limine Ianus:  has, ubi certa sedet patribus sententia pugnae,  ipse Quirinali trabea cinctuque Gabino  insignis reserat stridentia limina consul,  ipse uocat pugnas; sequitur tum cetera pubes,  aereaque adsensu conspirant cornua rauco. »
— Virgile, Énéide VII
- Traduction : « Il existe deux portes de la Guerre (c'est leur nom),

rendues sacrées par la religion et la crainte qu'inspire Mars le redoutable;
cent verrous d'airain les ferment, et des fers d'une résistance infinie,
et Janus, qui les garde, ne s'éloigne pas de leur seuil.
Dès que les Pères ont décidé de la guerre, le consul en personne,
dans sa trabée de Quirite, ceinte à la Gabienne,
attirant les regards, ouvre les portes qui grincent sur leurs gonds;
c'est lui qui appelle aux combats, et tout le reste de l'armée suit,
tandis que les cornes d'airain l'approuvent de leur souffle rauque. »

### Macrobe
(la) « Huius autem rei haec causa narratur. Cum bello Sabino quod uirginum raptarum gratia commissum est Romani portam quae sub radicibus collis Viminalis erat, quae postea ex euentu Ianualis uocata est, claudere festinarent, quia in ipsam hostes ruebant: postquam est clausa, mox sponte patefacta est: cumque iterum ac tertio idem contigisset, armati plurimi pro limine, quia claudere nequibant, custodes steterunt: cumque ex alia parte accerimo praelio certaretur, subito fama pertulit fusos a Tatio nostros. Quam ob causam Romani qui aditum tuebantur territi profugerunt: cumque Sabini per portam patentem irrupturi essent, fertur ex aede Iani per hanc portam magnam uim torrentium undis scatentibus erupisse, multasque perduellium cateruas aut exustas feruenti aqua aut deuoratas rapida uoragine deperisse. Ea re placitum, ut belli tempore, uelut ad urbis auxilium profecto deo, fores reserarentur. Haec de Iano.) »
— Macrobe, Saturnales
- Traduction : « Pendant la guerre contre les Sabins, à l'occasion de l'enlèvement de leurs filles, les Romains s'étaient hâtés de fermer la porte qui était au pied de la colline Viminale (à laquelle l'événement qui suivit fit donner le nom de Janicule), parce que les ennemis s'y précipitaient. Mais à peine fut-elle fermée, qu'elle s'ouvrit bientôt d'elle-même ; ce qui survint une seconde et une troisième fois. Les Romains, voyant qu'ils ne pouvaient la fermer, restèrent en armes et en grand nombre sur le seuil de la porte pour la garder, tandis qu'un combat très vif avait lieu d'un autre côté. Tout à coup, le bruit se répand que Tatius a mis nos armées en fuite. Les Romains qui gardaient la porte s'enfuient épouvantés; mais lorsque les Sabins étaient prêts à faire irruption par la porte ouverte, on raconte que, par cette porte, il sortit du temple de Janus des torrents d'eau jaillissant avec une grande force, et que plusieurs groupes ennemis périrent ou brûlés par l'eau, qui était bouillante, ou engloutis par son impétuosité. En raison de cet événement, il fut établi qu'en temps de guerre les portes du temple de Janus seraient ouvertes, comme pour attendre ce dieu secourable à Rome »

## Dans l'art

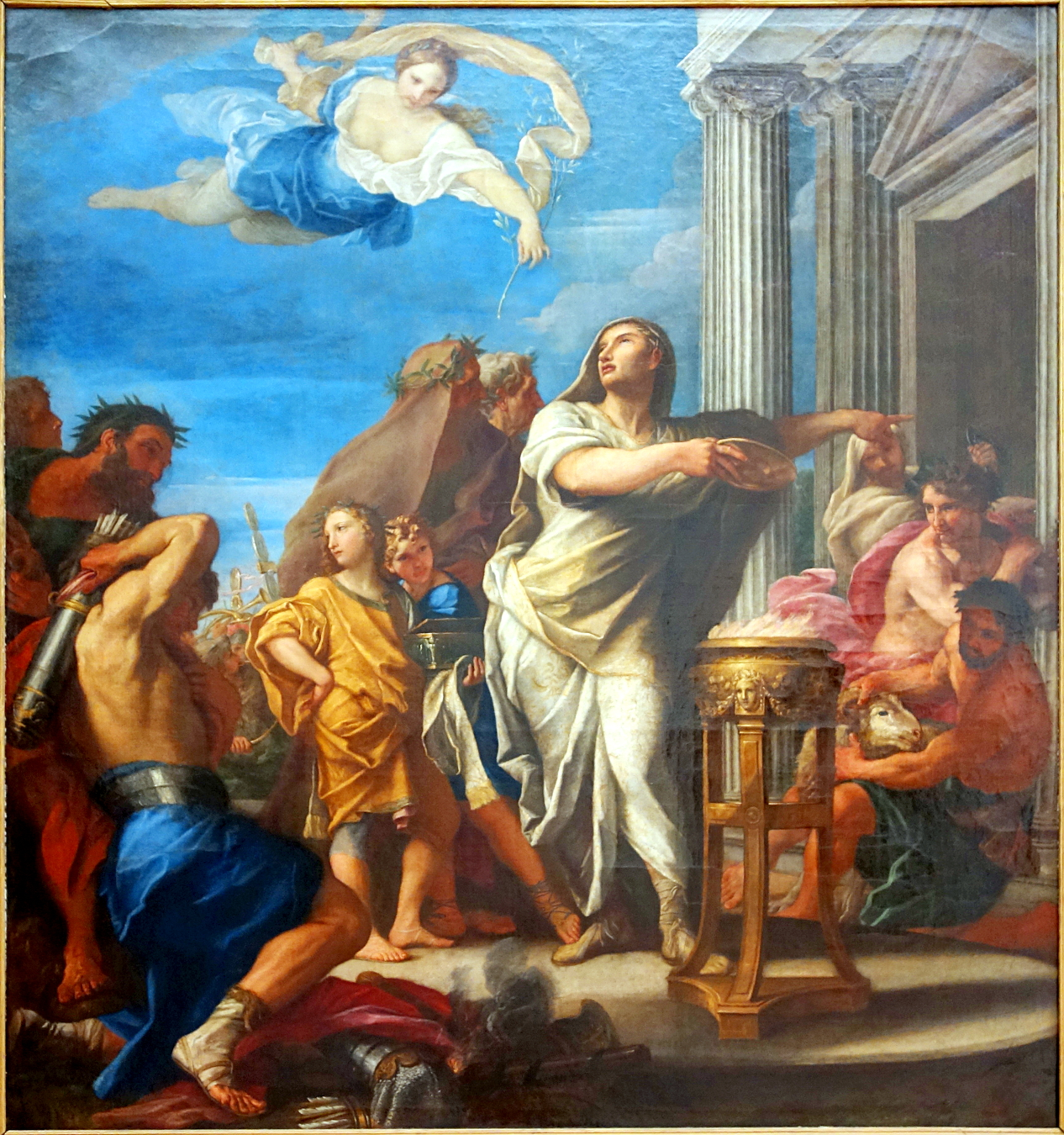
L'empereur Auguste ferme les portes du temple de Janus, Maratta

- L'empereur Auguste ferme les portes du temple de Janus, huile sur toile réalisée par Carlo Maratta vers 1655-1657 (Palais des Beaux-Arts de Lille)